# Dichoptisch
Als dichoptisch (griech. 'dicha': zweifach, getrennt) bezeichnet man die Präsentation von Bildern oder Filmen, bei der jedem Auge ein separates Bild dargeboten wird.
Wenn die beiden Bilder einer leicht verschobenen Ansicht eines Objekts entsprechen, dann werden die beiden Bilder in der Wahrnehmung des Betrachters zu einem dreidimensionalen Objekt verschmolzen. Solche Bildpaare sind als Stereogramm bekannt. Zur Aufnahme der Bilder gibt es spezielle Kameras, bei denen zwei Objektive mit einem Abstand angeordnet sind, der in etwa dem Abstand der Augen beim Menschen entspricht. Damit diese Verschmelzung gelingt, müssen die beiden Bilder gegenüber dem jeweiligen Auge im gleichen Winkel präsentiert werden. Dafür sind im Rahmen der Stereoskopie unterschiedliche Techniken entwickelt worden.
Wenn die den beiden Augen präsentierten Bilder sich stark unterscheiden, dann können sie vom Betrachter nicht als konsistente, dreidimensionale Szene wahrgenommen werden. Das Gehirn nimmt dann im Rahmen der binokularen Rivalität eins der beiden Bilder bevorzugt wahr, während das andere weitgehend ausgeblendet wird.